# Heinrich Baak
Heinrich Baak (29. června 1886 Marienfeld – 2. července 1933 Kolín nad Rýnem) byl německý sochař.

## Životopis
Baak se učil v letech 1900 až 1904 u Heinricha Hartmanna ve Wiedenbrücku. Poté byl zaměstnán na různých místech, také u Tilmanna v Erkelenzu. V roce 1910 odešel do Kolína na Rýnem, kde pracoval u Augusta Schmidta. Za hospodářské krize byl však propuštěn a až do smrti se živil jen náhodnými zakázkami.
Protože vždy pracoval jako zaměstnanec, své dílo nepodepisoval jménem. Z jistotou se mu připisuje pouze pamětní deska padlým v 1. světové válce v bývalém klášterním kostele v Marienfeldu a tři figurky v místním betlému.

## Dílo

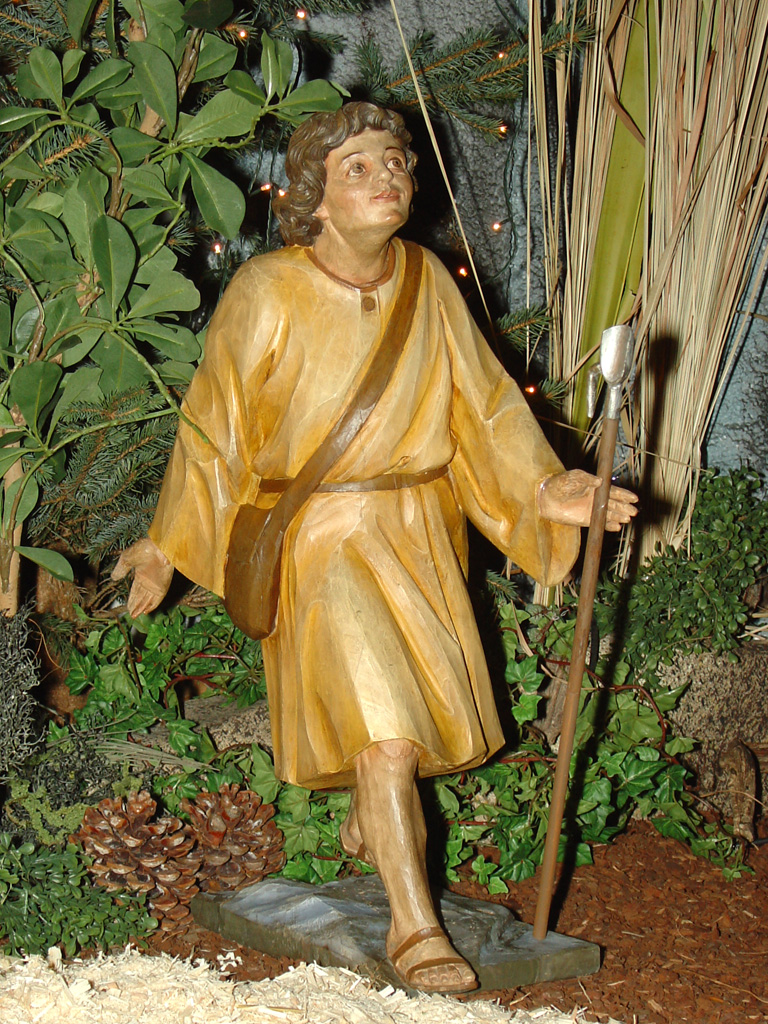
Betlémská figurka
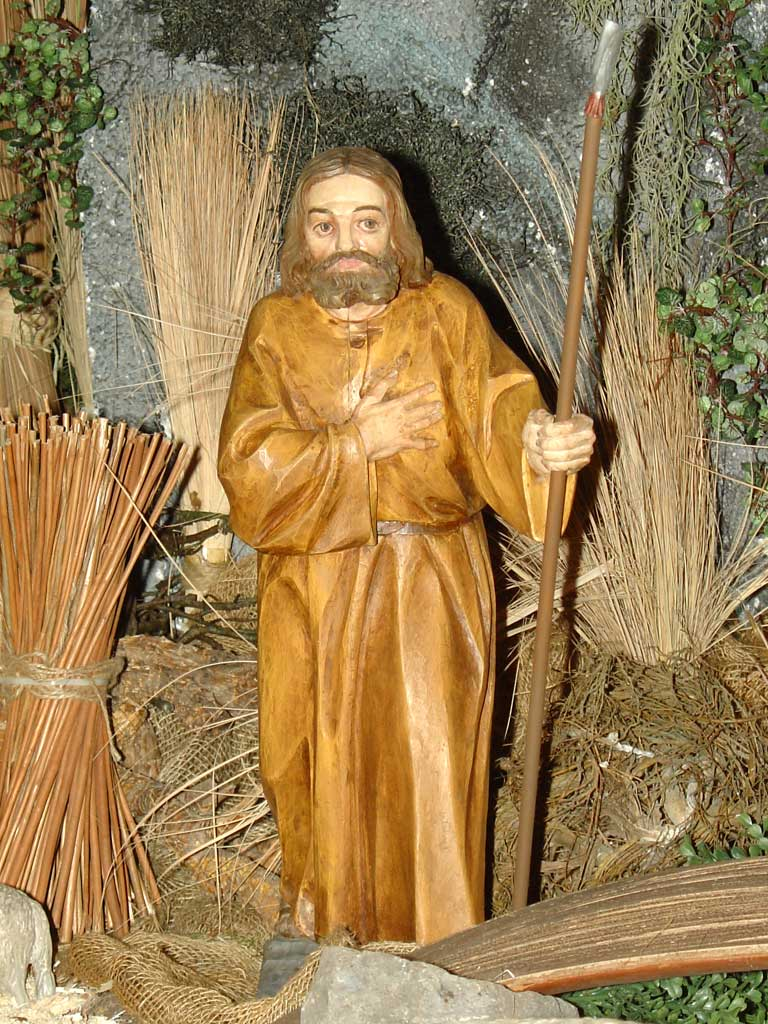
Betlémská figurka
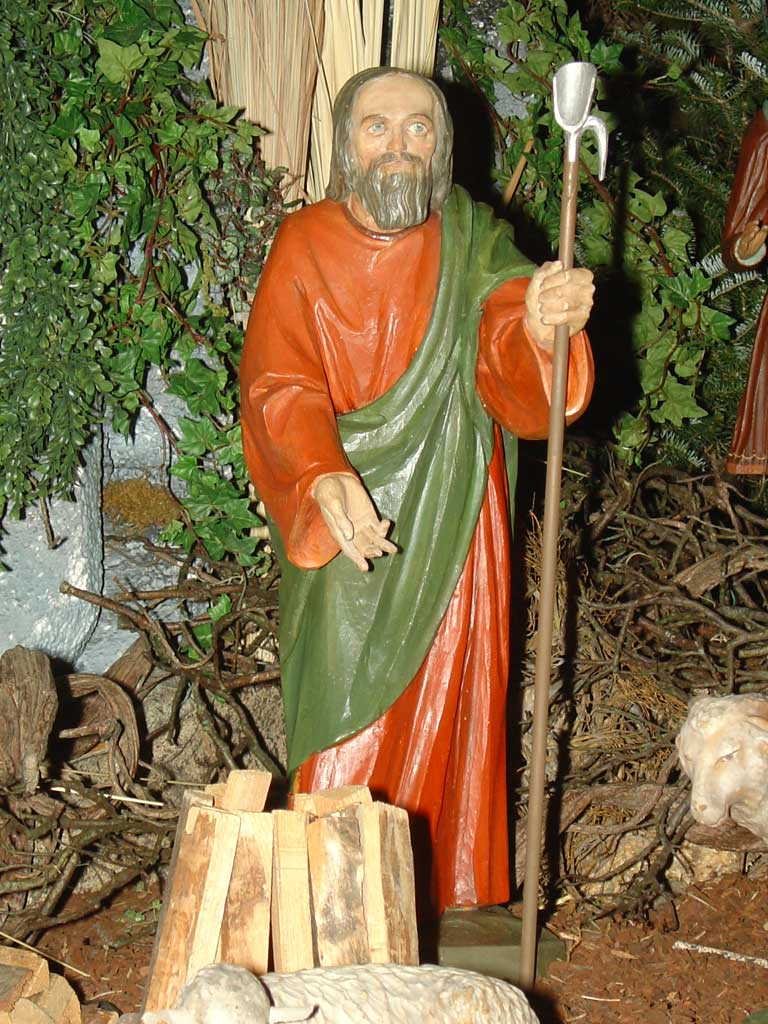
Betlémská figurka
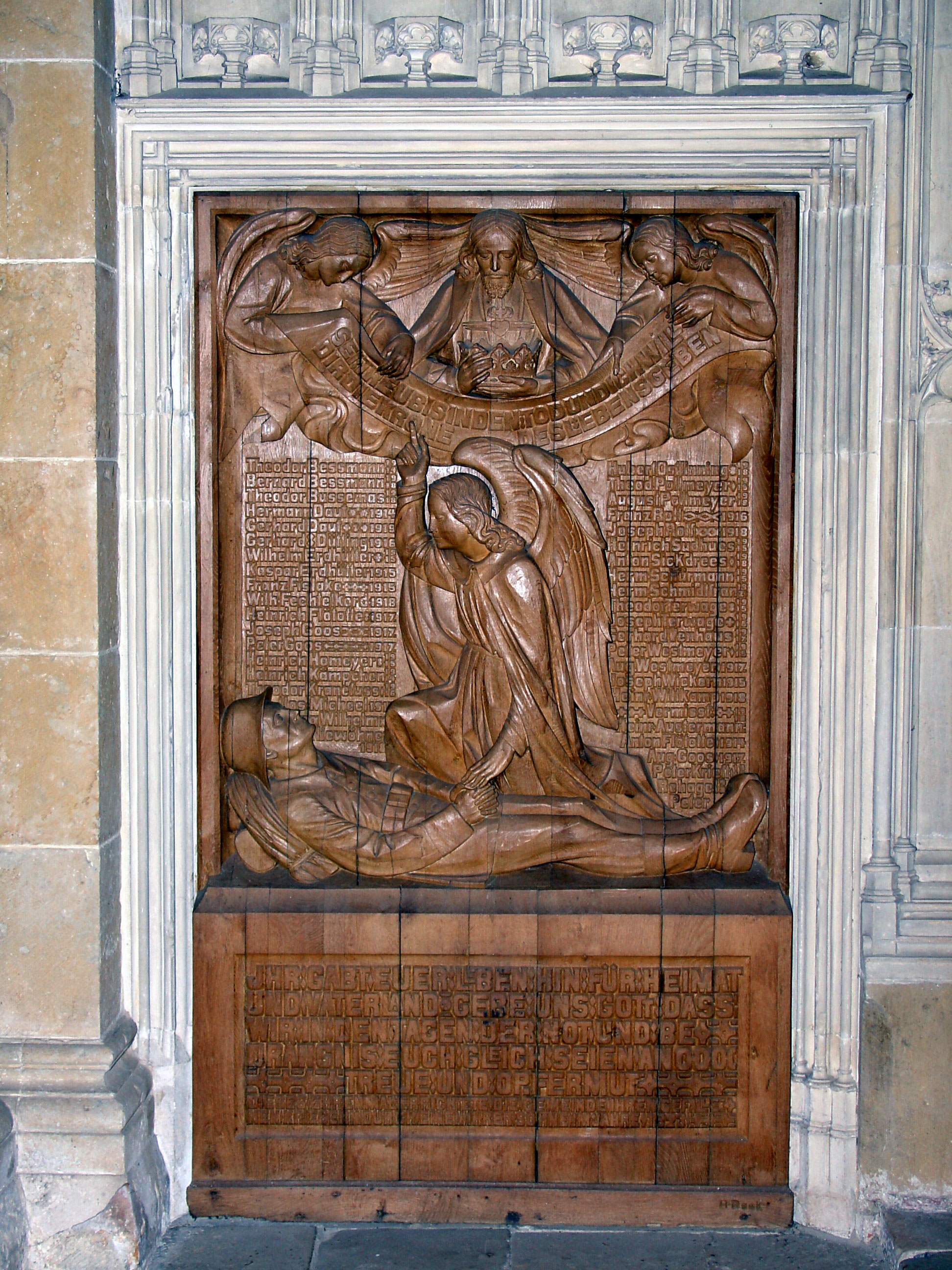
Pamětní deska v kostele v Marienfeldu